# Rasoio di Hanlon
Il rasoio di Hanlon (in inglese Hanlon's Razor) è un principio metodologico, formulato sul modello del ben più famoso rasoio di Occam, che suggerisce:
(Robert J. Hanlon)
Il concetto è attribuito allo statunitense Robert J. Hanlon, che avrebbe formulato questo assunto, o quantomeno lo avrebbe divulgato, intorno al 1980. In una forma semplificata è noto anche come
(Robert J. Hanlon)

## Presunte origini della massima
Questa massima, che afferma un principio di economia di pensiero sulla falsariga del noto rasoio di Occam (il quale suggerisce di non presumere cause e motivazioni inutili o improbabili per spiegare un evento, laddove esistano cause più plausibili e verificabili), è stata per lungo tempo di incerta attribuzione. Nel 2001, un certo Joe Bigler di Scranton (Pennsylvania) attribuì la frase al suo defunto amico Robert J. Hanlon, raccontandone anche l'origine: nel 1980, la casa editrice Price Stern Loan di Los Angeles aveva in progetto di dare un seguito al Libro di Murphy, raccolta di massime, paradossi e aforismi (detti Leggi di Murphy) consolidati nella cultura di massa occidentale, a cura di Arthur Bloch; per questo secondo libro, che fu dato alle stampe con il titolo di Murphy's Law Book Two: More Reasons Why Things Go Wrong, l'editore indisse un concorso a premi al fine di stimolare i lettori a suggerire le massime migliori. Secondo Bigler, Robert J. Hanlon inviò all'editore la battuta in oggetto e fu premiato con 10 copie del nuovo libro, di cui una fu donata da Hanlon allo stesso Bigler.
Un'altra versione, che contraddice quella suesposta, viene dal blogger canadese Bill Clarke, che sostiene che la frase sia originariamente sua: infatti Clarke nel 1974, quando aveva 17 anni, scrisse un romanzo di fantascienza dal titolo Axioms of a Mad Poet a firma W.C. Clarke, in cui figura la frase «Never attribute to malice that which is adequately explained by stupidity». Benché sia stato pubblicato da un quotidiano di Toronto nell'ambito di un progetto estivo di promozione di giovani scrittori, Clarke riconosce che si tratta di un lavoro puramente amatoriale. Inoltre, lo stesso Clarke sostiene che il nome “Robert Hanlon” è frutto di un errore tipografico: esso si riferirebbe in realtà a Robert A. Heinlein, noto autore di fantascienza, nel cui Logica dell'Impero (1941) figura un passo che recita: «Hai attribuito a malvagità circostanze che si spiegano più semplicemente con l'idiozia». Benché Clarke attribuisca la primogenitura del concetto a Heinlein, egli sostiene che la massima dovrebbe chiamarsi Rasoio di Clarke in quanto egli la formulò nella maniera con cui è tutt'oggi nota e più succinta dell'originale.
Il principio di presumere ignoranza o stupidità, laddove si tenderebbe istintivamente ad assumere malafede o malizia, viene indicato tra l'altro come indice di saggezza: difficilmente si considera sé stessi in malafede per cui, quando si assume malafede come causa di una controversia, normalmente la si attribuisce alla controparte. Presumendo invece incompetenza o ignoranza si è più portati a considerare che la responsabilità delle incomprensioni può essere ascritta alla propria parte e non necessariamente a quella altrui.

## Citazioni analoghe
A prescindere dalle varie attribuzioni, il concetto che nelle linee essenziali suggerisce di non presumere cattive intenzioni in quei casi dove l'errore umano o la semplice mancanza di raziocinio basterebbero a giustificare un'azione sconveniente fu espresso in varie forme in epoche anteriori a quelle dei soggetti citati in precedenza: Wolfgang Goethe, nei Dolori del giovane Werther (1774), scrive infatti che «…l'incomprensione reciproca e l'indolenza fanno forse più male nel mondo della malignità e della cattiveria. Almeno queste due ultime sono certo più rare»; Friedrich Schiller, altresì, disse che «...neanche gli dei possono nulla contro la stupidità umana». Ad Albert Einstein è attribuita una frase apocrifa sul potere della stupidità: «Due cose sono infinite: l'universo e la stupidità umana, ma quanto al primo ho ancora dei dubbi».
Nel manuale Truppenführung, saggio sulle strategie militari e sulle tecniche di comando a opera del generale tedesco Kurt von Hammerstein-Equord, l'alto ufficiale traccia quattro profili-base di soldato in base ai vari gradi di indole e di intelligenza: Hammerstein pone ai gradi più alti gli intelligenti e i laboriosi, adatti secondo lui alle cariche di Stato Maggiore; quelli stupidi e pigri li considera in qualche maniera utili; coloro che uniscano intelligenza e pigrizia possono essere in qualche maniera adatti al comando, in quanto dotati di «temperamento e nervi saldi per affrontare qualsiasi situazione»; invece coloro da allontanare subito sono gli stupidi laboriosi; si potrebbe presumere che la ragione di questo convincimento sia nel fatto che, essendo laboriosi, essi non si limitino a essere inutili come quelli pigri, ma dannosi.
Carlo M. Cipolla formulò una teoria della stupidità umana nel suo libro Allegro ma non troppo (1988). Secondo la terza legge della stupidità: «Una persona è stupida se causa un danno a un'altra persona o a un gruppo di persone senza realizzare alcun vantaggio per sé o addirittura subendo un danno». Secondo la quinta legge della stupidità: «La persona stupida è il tipo di persona più pericoloso che esista» (Corollario: «Lo stupido è più pericoloso del bandito»).

## La "teoria del casino"
Alternativa a quella della stupidità contro la malvagità, vi è una massima di Sir Bernard Ingham, per molti anni portavoce del Primo Ministro britannico Margaret Thatcher, che contrappone caos a macchinazione (prima il casino e poi il complotto ). Essa infatti recita: «Molti giornalisti hanno finito per sposare teorie di complotti governativi laddove, vi assicuro, sarebbe stato più produttivo per loro attenersi alla teoria del casino».

## La banalità del male
La filosofa tedesca Hannah Arendt nel 1963 ha usato un'argomentazione simile per spiegare il pensiero, o paradossalmente l'assenza di esso, di Adolf Eichmann, gerarca nazista processato nel dicembre 1961 in Israele. Le riflessioni elaborate da Arendt sono contenute nel saggio La banalità del male.